# Haus Noltemeyer

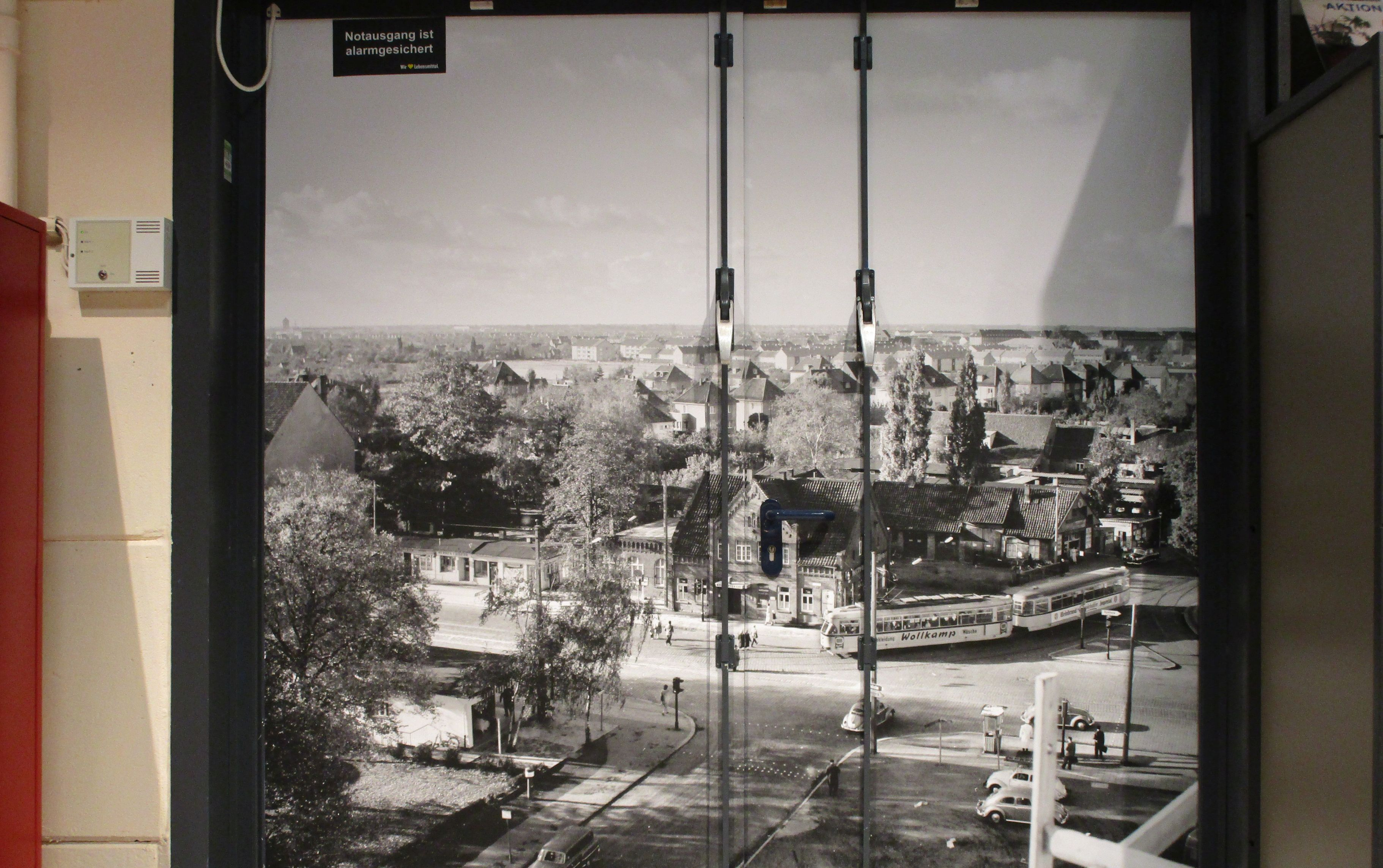
Blick auf Haus Noltemeyer von einem Baugerüst aus (vor 1959)

Haus Noltemeyer (auch: Klein Buchholzer Turm) war der Name einer bekannten Ausspannwirtschaft in Hannover, Klein-Buchholz an der (heutigen) Podbielskistraße/Ecke Sutelstraße.

## Geschichte

Historische Ansichtskarte der früheren Ausspannwirtschaft Klein Buchholzer Turm („Haus Noltemeyer“) (um 1900)

Im Jahr 1896 pachtete August Noltemeyer die Gaststätte Klein Buchholzer Turm, die seinerzeit noch zwischen Wiesen und Feldern lag. Mit dem umsatzfördernden Namen war jedoch nicht ein Turm der hannoverschen Landwehr gemeint – den es hier nie gegeben hatte –, sondern ein im Garten des Gasthauses aufgestellter, rund 10 Meter hoher hölzerner Aussichtsturm.
Nachdem 1897 Groß- und Klein-Buchholz Anschluss an die hannoversche Straßenbahn erhalten hatten und die Haltestelle Noltemeyer direkt vor dem Gebäude lag, kaufte Noltemeyer das Gebäude 1906 und wurde im Jahr darauf Bürger der Königlichen Haupt- und Residenzstadt Hannover. Rasch entwickelte sich das einstöckige Fachwerkhaus mit hochgezogenem Vordergiebel und einem Saalanbau für Familien- und Vereinsfeste, Kaffeegarten und Doppelkegelbahn zu einem beliebten Ausflugslokal. Nach dem Brand des Buchholzer Turms 1910 wurde auch der Name Gaststätte Noltemeyer verwendet. Die Küche des Hauses war geschätzt wegen ihrer Bratkartoffeln mit Sülzkotelett, Schinkenwurst und Soleiern sowie der Schlachteessen am Buß- und Bettag. Aber auch die Straßenbahnfahrer verbrachten hier ihre Pausen.
Unter der späteren Führung des Schwiegersohnes von August Noltemeyer, Hellmann, wurde das Lied Im Buchholzer Turm gedichtet und nach der Melodie des Volksliedes Brüder zu den festlichen Gelagen gesungen. Hermann Löns soll hier häufiger eingekehrt sein.
Im Zweiten Weltkrieg überstand das Gebäude die Luftangriffe auf Hannover und diente den Ausgebombten als Notquartier. Nach dem Krieg wurde es zum Casino der britischen Besatzung.

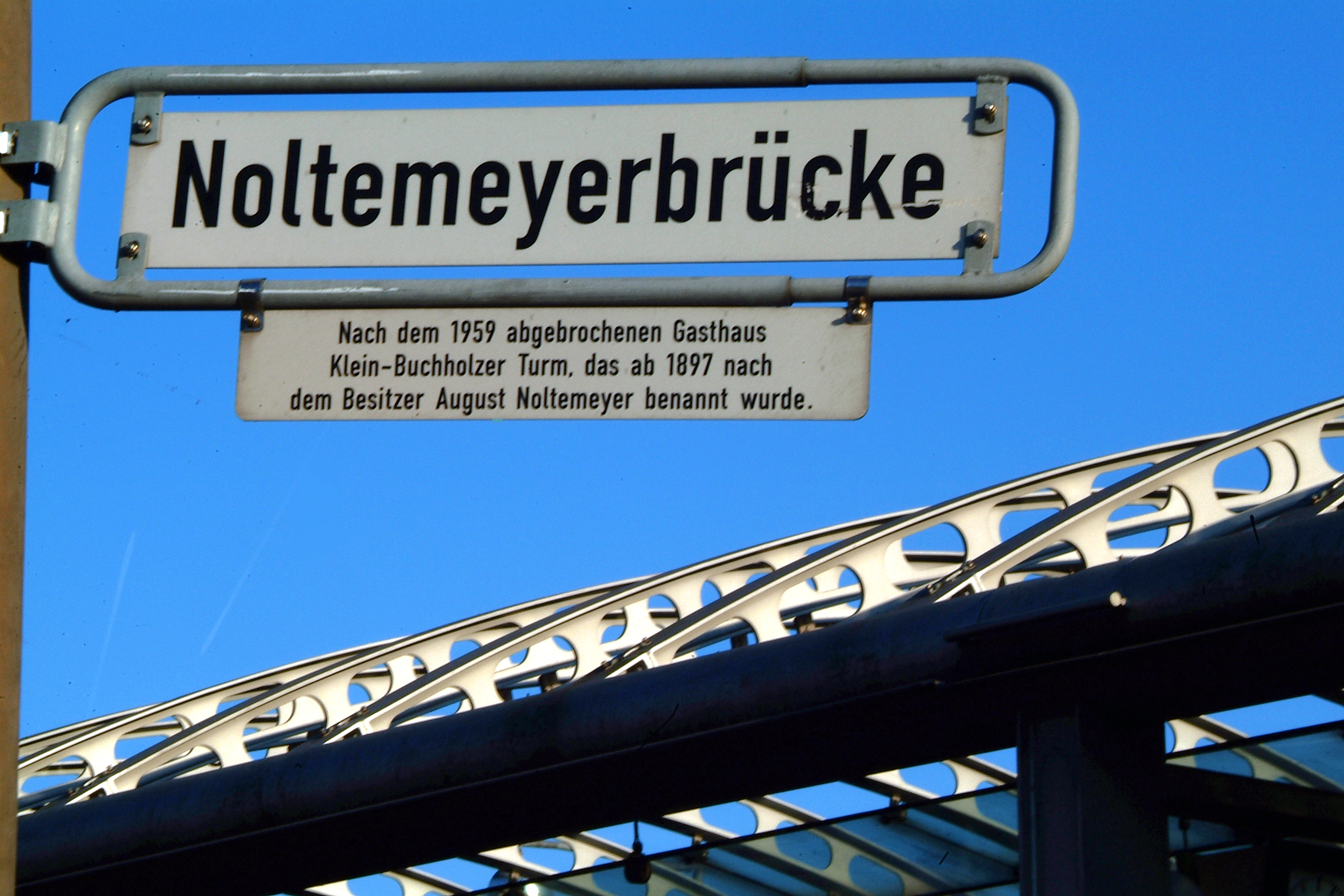
Straßenschild Noltemeyerbrücke mit gesonderter Infotafel zur Namensgebung

Erst in den Wiederaufbaujahren wurde die Gaststätte 1952 wiedereröffnet, allerdings nicht mehr als Ausspann- oder Ausflugslokal. Für den Ausbau der Kreuzung Podbielskistraße/Sutelstraße musste das Lokal jedoch 1959 schließen und wurde abgerissen. Auf dem rückwärtigen Teil des Grundstückes wurden später Neubauten errichtet, darunter die Noltemeyer Apotheke, vor der der Pinkenburger Kreis 2005 eine Infotafel zur Erinnerung an die Geschichte des Hauses angebracht hat.
An das Ausspannlokal erinnert auch die Stadtbahn-Haltestelle mit dem neuen Namen Noltemeyerbrücke und die gleichnamige, zur Expo 2000 errichtete Brücke über den Mittellandkanal.